# Welisson Silva
Welisson Rosa da Silva (Viçosa, 22 de novembro de 1983) é um levantador de peso olímpico brasileiro. Ele começou a treinar levantamento de peso no ano 2000, a convite de sua técnica, Maria Elisabete Jorge.
No Campeonato Pan-Americano de 2005, na cidade de Shrevport, Estados Unidos, Welisson foi campeão na categoria adulto até 69 kg.
Welisson disputou os Jogos Pan-Americanos de 2007, no Rio de Janeiro, e terminou em sexto lugar. 
Ele se classificou para as Olimpíadas de 2008, em Pequim, marcando o retorno de um representante brasileiro na modalidade após 12 anos. Durante a competição, Welisson sofreu um acidente ao deixar a barra cair sobre o rosto. O competidor teve um derrame na cartilagem do joelho direito e precisou abandonar a prova.
Em 2014, conquistou uma medalha de prata nos Jogos Sul-Americanos de 2014, competindo na categoria até 77 kg.
Após 8 anos, ele voltou a se classificar para os Jogos Olímpicos, desta vez no Rio de Janeiro, em 2016.
Nas Olimpíadas de 2016, competindo na categoria até 85 kg, ele  obteve duas tentativas bem-sucedidas no arranque, levantando 140 kg e 145 kg. No arremesso, alcançou a marca de 180 kg na primeira tentativa; entretanto, sua segunda tentativa, com 190 kg, foi invalidada porque encolheu ligeiramente os braços ao finalizar o movimento.
Welisson participou de diversos campeonatos mundiais, competindo nos anos de 2006, 2010, 2011, 2014, 2015 e 2017.